# 师金泉
师金泉（？—），男，中华人民共和国政治人物，曾任中国电子信息产业集团公司常务副总经理、党组成员，国有重点大型企业监事会主席。